# Макету Варетотара
Макету Варетотара или Вирему Кинги Макету (1822 или 1824 — 7 марта 1842) — убийца из Новой Зеландии, первый человек, официально казнённый в этой стране. Представитель племени маори, он, будучи несовершеннолетним (хотя точных данных о его возрасте нет, принято считать так), 20 ноября 1841 года зверски убил семью из 4 человек, а также до этого он совершил убийство. Его дело вызвало большой резонанс в обществе. Суд над Макету начался 1 марта 1842 года. Он был приговорён к смертной казни. Макету Варетотара был повешен 7 марта 1842 года.
После этого смертная казнь применялась в Новой Зеландии регулярно. Смертная казнь в Новой Зеландии была отменена лишь в 1957 году, последним казнённым стал Уолтер Болтон.

## Убийства на острове Мотуарохия
Макету был сыном Рюэ из Ваимате, вождя из Нгапухи. Макету был обвинён в убийстве 5 человек 20 ноября 1841 года в бухте острова Мотуарохия. Он был обвинён в убийстве Томаса Булла (далее в более позднем судебном процессе фигурировал как Тамати Пуру) при помощи тесла. Объяснением этого убийства было то, что Томас Булл плохо обращался с Макету.
Макету был обвинён в убийстве своего работодателя Элизабет Робертон (вдова), её двоих детей и Изабеллы Бринд, которая была внучкой Ревы, вождя хапу Нгай Таваке, иви Нгапухи из Керикери. Родителями Изабеллы были Моевака (дочь Ревы) и капитан Уильям Дарби Бринд. Он также был обвинён в поджоге дома миссис Робертон.

### Мнения Нгапухи относительно выдачи Макету
Сначала Нгапухи отказались выдать Макету колониальным властям под суд. В конце концов, Рухе, отец Макету, согласился. Можно предположить, что на это решение существенно повлияла смерть внучки Ревы, за которую предполагалось уту (акт возмездия за смерть). Хоне Хеке после своего возвращения выступал перед Нгапухи и высказывал мнения, противоположные правительственным.
Архидиакон Генри Уильямсом по просьбе Тамати Вака Нене организовал в Паихие собрание Нгапухи. Встреча состоялась 16 декабря 1841 года, присутствовали Нгапухи из Вангароа и Хокианги, всего свыше тысячи человек. Встреча была бурной: Нене выражал своё несогласие с выдачей Макету. Когда он встал, чтобы высказаться, он прервал Перау, который во время разговора махал на него топором. После этого Помаре покинул заседание, поскольку он не хотел принимать участие в борьбе между различными хапу Нгапухи, подобное происходило в 1830 году во время так называемой Войны девочек. Хеке не убедил Нгапухи принять своё мнение. Встреча завершилась тем, что Хеке и его сторонники провели хаку на пляже Пиихии.
Генри Уильямс подготовил резолюцию, принятую Нгапухи, которые отмежевались от действий Макету, документ был подписан Тамати Вака Нене, Помаре, Уаикато, Ревой и Рюэ (отец Макету). Резолюцию отправили Джорджу Кларку, который был назначен лейтенант-губернатором Уильямом Гобсоном на должность «защитника аборигенов». Резолюция была опубликована в «New Zealand Herald» и Оклендской газете. Рюэ, по всей видимости, был переубеждён вождями Нгапухи, которые поддерживали выдачу Макету. Впоследствии Рюэ, казалось, сожалел о своём решении, так как он угрожал перестрелять скот Джорджа Кларка за то, что тот посадил его сына в тюрьму Окленда.

## Судебный процесс по делу Макету
Начиная с 1 марта 1842 года Макету судили в Верховном суде в Окленде, заседание вёл Уильям Мартин. Это был первый случай, когда маори предстал перед колониальным судом. К. Б. Брюэр работал с Макету в качестве юридического консультанта около часа до начала судебного разбирательства; он не имел возможности общения с Макету до прихода в суд в то утро. Брюэр утверждал, что суд не обладает юрисдикцией в отношении Макету, это было обосновано незнанием обвиняемым того, что убийство предусмотрено уголовным правом колонии, и он не имел ни возможности, ни средств для ознакомления с уголовным законодательством колонии. Уильям Суэйнсон, обвинитель, утверждал, что закон должен быть одним для всех людей, в том числе и маори. Судья Мартин решил, что Макету может быть предан суду и наказан судом.
Макету не признал себя виновным. Присяжные заслушали показания Макету, и он был осуждён за убийство и был приговорён к смерти. Он был повешен на углу улиц Королевы и Виктория в Окленде. Утром перед казнью он попросил, чтобы его крестили в англиканском обряде и взял христианское имя Вирему Кинги. Перед самой казнью Макету произнёс речь, в которой сказал, что его казнь состоится только потому, что «это моих рук дело» и что он молился Богу, дабы «смыть грехи».
Макету было около 16 лет, когда были совершены преступления. Он был казнён в городе Окленд 7 марта 1842 года.

### Последствия судебного процесса
Позже в 1842 году Уильям Суэйнсон, который был генеральным прокурором, в письме Колониальному офису дал юридическое заключение, что судебное разбирательство было узурпацией суверенитета маори и выходило за рамки положений Договора Вайтанги.
То, что сделало распространение английского закона на общины маори возможным в том виде, в каком это произошло, случилось 16 декабря 1841 года в виде резолюции, которую подписали двадцать вождей.Пол Мун (2013)
Эти события рассматриваются как поворотный момент в истории колонии. Хон Хеке стал антагонистом по отношению к колониальной администрации и начал заручаться поддержкой среди Нгапухи для восстания против колониальной администрации, которое произошло в 1845 году в ходе Войны за флагшток.